# 大蘿淳司
大蘿 淳司（たいら あつし、1963年4月26日 - ）は日本の実業家、投資家。

## 概要
2023年より、連続起業家でスタートアップ投資家の孫泰蔵とともにThe Edgeofの共同創設者を務めている。The Edgeofは、アジア全域で先駆的スタートアップのためのエコシステム確立を目指し、2023年にSoftBank Ventures Asiaを100%買収した。また、同じくアジア太平洋地域を中心に国際的なスタートアップ・エコシステムの構築に取り組むMistletoe Singaporeでは、マネージング・ディレクターを兼任し、社会課題の解決を志す起業家やイノベーターの支援活動を行っている。

## 人物・経歴
山口県徳山市（現在の周南市）出身。早稲田大学在学中に研究所向けのソフトウェア開発会社を設立し、自身もプログラマーとして参加した。その後アーサー・アンダーセン（現在のアクセンチュア）にてコンサルティングに従事したほか、日本コカ・コーラ社ブランド・マネージャー、リシュモンジャパン ブランドCEOを経て、2000年にはDealTime.com（現在はeBay傘下）の日本法人立ち上げに共同社長として参画した。
2003年にYahoo! JAPAN初となるマーケティング本部長に就任。フジテレビジョンのバラエティ番組『カワズ君の検索生活』（及び前身番組の『井の中のカワズ君』『くるくるドカン』）に制作協力し、自身もYahoo!検索ランキングやキーワードの解説者として度々番組に出演した。2008年にはMySpace Japanの代表取締役社長に就任。Facebookの上陸やmixiの急成長など日本がSNS活況に沸く中、MySpaceは音楽・エンターテインメントを中心としたSNSとして日本の音楽アーティストやサブカルチャー発信を牽引した。
2010年からはソフトバンク株式会社でSNS事業や音楽配信サービスの事業開発に携わり、2011年にはソフトバンクグループとインド最大の携帯電話事業者を擁するBhartiグループとの合弁会社 Bharti SoftBank Holdings の取締役に就任、同社が投資を行ったメッセンジャーアプリのHike Messengerは2016年に評価額14億ドルを達成し、インドで最も若いユニコーン企業となった。2012年よりソフトバンクモバイルの常務執行役員 海外事業戦略室 室長に就任し、米国や東南アジアへのモバイルビジネスの展開に参画した。
2016年より連続起業家の孫泰蔵率いるMistletoeに参画、2017年にMistletoeシンガポールのマネージング・ディレクターに就任し、社会課題の解決を志す起業家やイノベーターへの支援や投資を行う。2023年には、連続起業家でスタートアップ投資家の孫泰蔵と設立したThe Edgeofの共同創設者に就任。創設者の孫泰蔵と共に、技術により社会に根本的な変化をもたらす可能性を秘めるビジョナリー・スタートアップを発掘・支援・投資し、同じ志向を共有する投資家や研究者などのパートナーやアドバイザーと結びつけることで、アジア全域で先駆的スタートアップに向けた活発なエコシステムを構築する試みに取り組む。